# Carmichaelia rivulata
Carmichaelia rivulata är en ärtväxtart som beskrevs av George Simpson. Carmichaelia rivulata ingår i släktet Carmichaelia och familjen ärtväxter. Inga underarter finns listade i Catalogue of Life.